# امارت بوتان
بوتان (همچنین بوهتان ، بوختی ، بوتان ، سیزره بوتان ، بختان ) یک شاهزاده کرد قرون وسطایی در امپراتوری عثمانی بود که مرکز آن شهر جزیره بن عمر ( سیزره امروزی که به عنوان سیزره بوتان ( جزیره بوتان ) نیز شناخته می‌شود ) در جنوب شرقی آناتولی بود . دین رسمی این حکومت ، یزیدیسم در قرن چهاردهم بود، اگرچه حاکمان در نهایت به اسلام گرویدند، بوهتان تا قرن نوزدهم بعد از شیخان و سنجار سومین منطقه بزرگ ایزدی ها را تشکیل می داد. 

## تاریخچه

### مبدا
به طور کامل مشخص نیست که امارت بوهتان دقیقاً چه زمانی تأسیس شده است. به گزارش شرفنامه ، فرمانروایان بوتان از نوادگان سلیمان خالد، رئیس قبیله بختی هستند.  جانشین او پسر بزرگش عبدالعزیز شد که همه فرمانروایان بوتان از تبار او هستند، به همین دلیل سلسله حاکم را عزیزان نامیدند . عبدالعزیز و هر یک از برادران خود (میر ابدال و میر بدیر) را به فرمانداری یک ناحیه از امارت منصوب کرد. در حالی که تاریخ تأسیس آن ثبت نشده است، شرفخان در شرف نما نوشت که هشتمین فرمانروای بوتان، میر عزالدین ابدال در سال 1394 به ماردین رفت تا با تیمور بیعت کند .  مورخان کرد در مورد تاریخ دقیق تأسیس امارت بوتان اختلاف نظر دارند، به گفته انور المایی، این امارت در سال 1161 توسط عبدالعزیز پس از حکومت زنگیدها تأسیس شد . در حالی که به گفته محمد امین زکی ، امارت بوتان در سال 1247 تأسیس شد. 

### سالهای اولیه
سیزر در سال 1336/1337 با کمک الاشرف امیر ایوبی حصن کیفه به تصرف قوم بوهتان درآمد.  در دهه 1330، حمدالله مستوفی در نزهة القلوب گزارش داد که جزیرة بن عمر سالانه 170200 دینار درآمد داشت.  امارت حصن کیفه قصد داشت جزیرة بن عمر را از طریق طایفه بوهتان در ارائه کمک نظامی به تصرف آن و ازدواج یک دختر با عزالدین امیر بوحتان کنترل کند، اما این امر ناموفق بود زیرا امارت بوحتان شهر را توسعه داد و حکومت جزیرة خود را تحکیم بخشید. عمر به زور در سال 1384/1385 دفع شد. 
شاهزاده بر منطقه ای از دیاربکر تا وان و از راوندوز تا سنجار در اوج خود حکومت می کرد.  اولین فرمانداران بوهتان، از خاندان عزیزان بودند که در اصل پیرو آیین یزید بودند  بعداً به اسلام سنی  گرویدند و با والیان شاهزاده بیتلیس خویشاوندی داشتند .  به دنبال نقش آنها در شکست عثمانی ها از صفویان در نبرد چالدیران در سال 1514،  بوهتان به وضعیت یک هوکومت اعطا شد و به یک شاهزاده ارثی کرد در داخل امپراتوری عثمانی تبدیل شد . 

### دوران سلطنت بدرخان
یکی از امیران مهم بوهتان بدرخان بیگ بود که جانشین میر سیف الدین شد.  بدرخان بیگ بین سالهای 1821 و 1847، امیر شاهزاده بود.  او نیروهای نظامی را اصلاح کرد و نیروی نخبه ای را با اعضای چندین قبایل در داخل امارت ایجاد کرد  که امنیت را به بوهتان آورد.  به گفته دیپلمات های اروپایی در منطقه، او حتی آزمایش کرد که آیا رئیس منطقه به اندازه کافی مراقب است یا خیر.  او سعی می کرد شبانه به قبیله ای حمله کند و اگر موفق می شد رئیس قبیله ای را که سرقت در قلمرو او موفقیت آمیز بود مجازات می کرد.  سپس آنچه را که شب قبل دزدیده بود برگرداند. 
استانداردهای امنیتی در بوهتان به گونه‌ای بود که جمعیت استان‌های همجوار را تشویق می‌کرد تا به سرزمین‌های تحت کنترل بدرخان مهاجرت کنند.  این امر منجر به مخالفت ولی عثمانی موصل شد که خواستار پایان دادن به مهاجرت ساکنان از استان موصل به بوهتان شدند.  به دنبال آن، بدرخان 2000 مهاجر را که در زمان فرمانداری مهمت پاشا در موصل به بوهتان سکنی گزیدند، اخراج کرد،  اما آنها پس از چهار سال بازگشتند.  مهاجرت مجدد باعث شد تا ولی موصل مهمت شریف پاشا گزارشی را علیه بدیرخان ارائه کند که در سال 1847 مجبور شد با پایان دادن به مهاجرت خارجی ها به بوهتان موافقت کند.  بدرخان بیگ پس از قیام ناموفق علیه امپراتوری عثمانی استعفا داد و به دنبال آن، بوهتان استقلال خود را از دست داد.